# Fithian (Illinois)
Pour les articles homonymes, voir Fithian.
Fithian est un village situé au centre du comté de Vermilion dans l'Illinois, aux États-Unis,. Le village est baptisé en référence à William Fithian (en) et il est incorporé le 2 mai 1896.

## Démographie
Lors du recensement de 2010, le village comptait une population de 485 habitants. Elle est estimée, en 2017, à 465 habitants.

### Source de la traduction
- (en) Cet article est partiellement ou en totalité issu de l’article de Wikipédia en anglais intitulé « Fithian, Illinois » (voir la liste des auteurs).